# Список птахів Польщі
Список видів птахів, зареєстрованих на території Польщі та внесених до національного списку орнітології станом на 1 січня 2018 року. У список увійшло 454 види птахів. Це птахи, які згідно з класифікацією Асоціації європейських комітетів раритетів (англ. Association of European Rarities Committees) були включені до категорій A, B, C і D, хоча до останньої належить лише один вид.

## Позначки
Статус виду в Польщі:
| Скорочення | Визначення                                                                   |
| ---------- | ---------------------------------------------------------------------------- |
| П          | поширені (гніздяться регулярно)                                              |
| ПМ         | поширені у певній місцевості (наприклад, тинівка альпійська у високих горах) |
| РГ         | гніздяться рідко                                                             |
| ПЗ         | перелітні та зимуючі (з'являються восени, весною або під час зимівлі)        |
| З          | залітні (з'являються під час перельотів)                                     |
| ЗР         | з'являються рідко (помічені менше п'яти разів)                               |
| ПД         | поширювалися давно (не помічалися з 1800 року)                               |

Категорії AERC:
- A — види, зафіксовані у дикій природі принаймні один раз з 1 січня 1951 (так зване природне виникнення);
- B — види, зафіксовані у дикій природі у 1801-1950 роках (так зване природне виникнення, статус давній);
- C — індруковані види людиною свідомо або випадково, що утворюють самодостатні популяції (так зване вторинне природне виникнення);
- D — види, про які невідомо природне у них виникнення чи ні (так зване походження невідоме);
- E — види з неволі, а також ті, що введені або інтродуковані, які не утворюють самодостатніх популяцій (так зване неприродне виникнення).

## Список

### Ряд:Гагароподібні(Gaviiformes)

#### Родина:Гагарові(Gaviidae)
| Назва українською           | Назва латинською | Категорія AERC | Статус виду в Польщі | Охорона виду в Польщі | Зображення |
| Родина: Гагарові (Gaviidae) |                  |                |                      |                       |            |
| Гагара червоношия           | Gavia stellata   | A              | ПЗ                   | під суворим захистом  |            |
| Гагара чорношия             | Gavia arctica    | A              | ПЗ, РГ               | під суворим захистом  |            |
| Гагара полярна              | Gavia immer      | A              | З                    | під суворим захистом  | ·          |
| Гагара білодзьоба           | Gavia adamsii    | A              | З                    | під суворим захистом  |            |

### Ряд:Пірникозоподібні(Podicipediformes)

#### Родина:Пірникозові(Podicipedidae)
| Назва українською                   | Назва латинською       | Категорія AERC | Статус виду в Польщі | Охорона виду в Польщі | Зображення |
| Родина: Пірникозові (Podicipedidae) |                        |                |                      |                       |            |
| Пірникоза рябодзьоба                | Podilymbus podiceps    | A              | ЗР                   | під суворим захистом  |            |
| Пірникоза мала                      | Tachybaptus ruficollis | A              | П                    | під суворим захистом  |            |
| Пірникоза велика                    | Podiceps cristatus     | A              | П                    | під суворим захистом  |            |
| Пірникоза сірощока                  | Podiceps grisegena     | A              | П                    | під суворим захистом  |            |
| Пірникоза червоношия                | Podiceps auritus       | A              | ПЗ, РГ               | під суворим захистом  |            |
| Пірникоза чорношия                  | Podiceps nigricollis   | A              | П                    | під суворим захистом  |            |

### Ряд:Буревісникоподібні(Procellariiformes)

#### Родина:Буревісникові(Procellariidae)
| Назва українською                      | Назва латинською      | Категорія AERC | Статус виду в Польщі | Охорона виду в Польщі | Зображення |
| Родина: Буревісникові (Procellariidae) |                       |                |                      |                       |            |
| Буревісник кочівний                    | Fulmarus glacialis    | A              | З                    | під суворим захистом  |            |
| Буревісник середземноморський          | Calonectris diomedea  | A              | З                    | під суворим захистом  |            |
| Буревісник сивий                       | Puffinus griseus      | A              | ЗР                   | під суворим захистом  |            |
| Буревісник малий                       | Puffinus puffinus     | A              | ЗР                   | під суворим захистом  |            |
| Буревісник мавританський               | Puffinus mauretanicus | A              | ЗР                   | під суворим захистом  |            |

#### Родина:Качуркові(Hydrobatidae)
| Назва українською                | Назва латинською      | Категорія AERC | Статус виду в Польщі | Охорона виду в Польщі | Зображення |
| Родина: Качуркові (Hydrobatidae) |                       |                |                      |                       |            |
| Океанник Вільсона                | Oceanites oceanicus   | A              | ЗР                   | під суворим захистом  |            |
| Качурка морська                  | Hydrobates pelagicus  | A              | З                    | під суворим захистом  |            |
| Качурка північна                 | Oceanodroma leucorhoa | A              | З                    | під суворим захистом  |            |

### Ряд:Пеліканоподібні(Pelecaniformes)

#### Родина:Пелікани(Pelecanidae)
| Назва українською              | Назва латинською      | Категорія AERC | Статус виду в Польщі | Охорона виду в Польщі | Зображення |
| Родина: Пелікани (Pelecanidae) |                       |                |                      |                       |            |
| Пелікан рожевий                | Pelecanus onocrotalus | A              | З                    | під суворим захистом  |            |
| Пелікан кучерявий              | Pelecanus crispus     | A              | З                    | під суворим захистом  |            |

#### Родина:Чаплеві(Ardeidae)
| Назва українською          | Назва латинською      | Категорія AERC | Статус виду в Польщі | Охорона виду в Польщі                                                                        | Зображення |
| Родина: Чаплеві (Ardeidae) |                       |                |                      |                                                                                              |            |
| Бугай                      | Botaurus stellaris    | A              | П                    | під суворим захистом                                                                         |            |
| Бугайчик                   | Ixobrychus minutus    | A              | П                    | під суворим захистом; вимагає активного захисту                                              |            |
| Квак                       | Nycticorax nycticorax | A              | ПМ                   | під суворим захистом; вимагає активного захисту                                              |            |
| Чапля жовта                | Ardeola ralloides     | A              | З                    | під суворим захистом                                                                         |            |
| Чапля єгипетська           | Bubulcus ibis         | A              | З                    | під суворим захистом                                                                         |            |
| Чепура мала                | Egretta garzetta      | A              | З, РГ                | під суворим захистом                                                                         |            |
| Чепура велика              | Egretta alba          | A              | З, ПМ                | під суворим захистом                                                                         |            |
| Чапля сіра                 | Ardea cinerea         | A              | П                    | охороняються частково, за виключенням випадків, коли рибні господарства є місцями розведення |            |
| Чапля руда                 | Ardea purpurea        | A              | З, РГ                | під суворим захистом                                                                         |            |

#### Родина:Ібісові(Threskiornithidae)
| Назва українською                  | Назва латинською     | Категорія AERC | Статус виду в Польщі | Охорона виду в Польщі | Зображення |
| Родина: Ібісні (Threskiornithidae) |                      |                |                      |                       |            |
| Коровайка                          | Plegadis falcinellus | A              | З                    | під суворим захистом  |            |
| Косар (птах)                       | Platalea leucorodia  | A              | З                    | під суворим захистом  |            |

#### Родина:Олушеві(Sulidae)
| Назва українською         | Назва латинською | Категорія AERC | Статус виду в Польщі | Охорона виду в Польщі | Зображення |
| Родина: Олушеві (Sulidae) |                  |                |                      |                       |            |
| Олуша північна            | Morus bassanus   | A              | З                    | під суворим захистом  |            |

#### Родина:Бакланові(Phalacrocoracidae)
| Назва українською                     | Назва латинською          | Категорія AERC | Статус виду в Польщі | Охорона виду в Польщі                                                                        | Зображення |
| Родина: Бакланові (Phalacrocoracidae) |                           |                |                      |                                                                                              |            |
| Баклан великий                        | Phalacrocorax carbo       | A              | П                    | охороняються частково, за виключенням випадків, коли рибні господарства є місцями розведення |            |
| Баклан чубатий                        | Phalacrocorax aristotelis | A              | З                    | під суворим захистом                                                                         |            |
| Баклан малий                          | Phalacrocorax pygmeus     | A              | З                    | під суворим захистом                                                                         |            |

### Ряд:Лелекоподібні(Ciconiiformes)

#### Родина:Лелекові(Ciconiidae)
| Назва українською             | Назва латинською | Категорія AERC | Статус виду в Польщі | Охорона виду в Польщі                           | Зображення |
| Родина: Лелекові (Ciconiidae) |                  |                |                      |                                                 |            |
| Лелека чорний                 | Ciconia nigra    | A              | П                    | під суворим захистом; вимагає активного захисту |            |
| Лелека білий                  | Ciconia ciconia  | A              | П                    | під суворим захистом; вимагає активного захисту | ·          |

### Ряд:Фламінгоподібні(Phoenicopteriformes)

#### Родина:Фламінго(Phoenicopteridae)
| Назва українською                   | Назва латинською      | Категорія AERC | Статус виду в Польщі | Охорона виду в Польщі | Зображення |
| Родина: Фламінго (Phoenicopteridae) |                       |                |                      |                       |            |
| Фламінго рожевий                    | Phoenicopterus roseus | A              | З                    | під суворим захистом  |            |

### Ряд:Гусеподібні(Anseriformes)

#### Родина:Качкові(Anatidae)
| Назва українською          | Назва латинською          | Категорія AERC | Статус виду в Польщі | Охорона виду в Польщі                           | Зображення |
| Родина: Качкові (Anatidae) |                           |                |                      |                                                 |            |
| Лебідь-шипун               | Cygnus olor               | A              | П                    | під суворим захистом                            |            |
| Лебідь американський       | Cygnus columbianus        | A              | З                    | під суворим захистом                            |            |
| Лебідь-кликун              | Cygnus cygnus             | A              | ПЗ, ПМ               | під суворим захистом                            |            |
| Гуменник                   | Anser fabalis             | A              | ПЗ                   | охороняються у певний період                    |            |
| Гуменник короткодзьобий    | Anser brachyrhynchus      | A              | З                    | під суворим захистом                            |            |
| Гуска білолоба             | Anser albifrons           | A              | З                    | охороняються у певний період                    |            |
| Гуска мала                 | Anser erythropus          | A              | З                    | під суворим захистом                            |            |
| Гуска сіра                 | Anser anser               | A              | П                    | охороняються у певний період                    |            |
| Казарка канадська          | Branta canadensis         | C              | ПЗ, РГ               | охороняються частково                           | ·          |
| Казарка білощока           | Branta leucopsis          | A              | З                    | під суворим захистом                            |            |
| Казарка чорна              | Branta bernicla           | A              | З                    | під суворим захистом                            | ·          |
| Казарка червоновола        | Branta ruficollis         | A              | З                    | під суворим захистом                            |            |
| Гуска єгипетська           | Alopochen aegyptiacus     | C              | З, РГ                | під суворим захистом                            |            |
| Огар                       | Tadorna ferruginea        | D              | З, РГ                | під суворим захистом                            |            |
| Галагаз звичайний          | Tadorna tadorna           | A              | З, ПМ                | під суворим захистом; вимагає активного захисту |            |
| Мандаринка                 | Aix galericulata          | C              | З, РГ                | під суворим захистом                            |            |
| Свищ                       | Mareca penelope           | A              | З, ПМ                | під суворим захистом                            |            |
| Нерозень                   | Mareca strepera           | A              | П                    | під суворим захистом                            |            |
| Чирянка мала               | Anas crecca               | A              | П                    | охороняються у певний період                    |            |
| Чирянка зеленокрила        | Anas carolinensis         | A              | ЗР                   | під суворим захистом                            |            |
| Крижень                    | Anas platyrhynchos        | A              | П                    | охороняються у певний період                    |            |
| Шилохвіт                   | Anas acuta                | A              | З, ПМ                | під суворим захистом; вимагає активного захисту |            |
| Чирянка велика             | Spatula querquedula       | A              | П                    | під суворим захистом; вимагає активного захисту |            |
| Чирянка синьокрила         | Spatula discors           | A              | ЗР                   | під суворим захистом                            |            |
| Широконіска                | Spatula clypeata          | A              | П                    | під суворим захистом; вимагає активного захисту |            |
| Чернь червонодзьоба        | Netta rufina              | A              | З, ПМ                | під суворим захистом                            |            |
| Попелюх                    | Aythya ferina             | A              | П                    | охороняються у певний період                    |            |
| Чернь канадська            | Aythya collaris           | A              | З                    | під суворим захистом                            |            |
| Чернь білоока              | Aythya nyroca             | A              | П                    | під суворим захистом                            |            |
| Чернь чубата               | Aythya fuligula           | A              | П                    | охороняються у певний період                    |            |
| Чернь морська              | Aythya marila             | A              | ПЗ, РГ               | під суворим захистом                            |            |
| Чернь американська         | Aythya affinis            | A              | ЗР                   | під суворим захистом                            |            |
| Гага звичайна              | Somateria mollissima      | A              | ПЗ, РГ               | під суворим захистом                            |            |
| Пухівка горбатодзьоба      | Somateria spectabilis     | A              | З                    | під суворим захистом                            |            |
| Гага сибірська             | Polysticta stelleri       | A              | З                    | під суворим захистом                            |            |
| Каменярка                  | Histrionicus histrionicus | A              | ЗР                   | під суворим захистом                            |            |
| Морянка                    | Clangula hyemalis         | A              | ПЗ                   | під суворим захистом                            |            |
| Синьга                     | Melanitta nigra           | A              | ПЗ                   | під суворим захистом                            |            |
| Синьга американська        | Melanitta americana       | A              | ЗР                   | під суворим захистом                            |            |
| Турпан                     | Melanitta fusca           | A              | З                    | під суворим захистом                            |            |
| Турпан горбоносий          | Melanitta fusca deglandi  | A              | ЗР                   | під суворим захистом                            |            |
| Гоголь                     | Bucephala clangula        | A              | П                    | під суворим захистом; вимагає активного захисту |            |
| Крех малий                 | Mergus albellus           | A              | ПЗ                   | під суворим захистом                            |            |
| Крех середній              | Mergus serrator           | A              | З, ПМ                | під суворим захистом; вимагає активного захисту |            |
| Крех великий               | Mergus merganser          | A              | П                    | під суворим захистом; вимагає активного захисту |            |
| Савка                      | Oxyura leucocephala       | A              | З                    | під суворим захистом                            |            |
| Савка американська         | Oxyura jamaicensis        | C              | З                    | під суворим захистом                            |            |

### Ряд:Соколоподібні(Falconiformes)

#### Родина:Соколові(Falconidae)
| Назва українською             | Назва латинською  | Категорія AERC | Статус виду в Польщі | Охорона виду в Польщі                           | Зображення |
| Родина: Соколові (Falconidae) |                   |                |                      |                                                 |            |
| Боривітер степовий            | Falco naumanni    | A              | З, ПД                | під суворим захистом                            |            |
| Боривітер звичайний           | Falco tinnunculus | A              | П                    | під суворим захистом; вимагає активного захисту |            |
| Кібчик                        | Falco vespertinus | A              | З, ПД                | під суворим захистом                            |            |
| Підсоколик малий              | Falco columbarius | A              | ПЗ                   | під суворим захистом                            |            |
| Підсоколик великий            | Falco subbuteo    | A              | П                    | під суворим захистом; вимагає активного захисту |            |
| Сокіл Елеонори                | Falco eleonorae   | A              | З                    | під суворим захистом                            |            |
| Балабан                       | Falco cherrug     | A              | З, РГ                | під суворим захистом                            |            |
| Кречет                        | Falco rusticolus  | A              | З                    | під суворим захистом                            |            |
| Сапсан                        | Falco peregrinus  | A              | З, ПМ                | під суворим захистом; вимагає активного захисту |            |

### Ряд:Куроподібні(Galliformes)

#### Родина:Фазанові(Phasianidae)
| Назва українською              | Назва латинською    | Категорія AERC | Статус виду в Польщі     | Охорона виду в Польщі                           | Зображення |
| Родина: Фазанові (Phasianidae) |                     |                |                          |                                                 |            |
| Орябок                         | Tetrastes bonasia   | A              | П                        | охороняються у певний період                    |            |
| Куріпка біла                   | Lagopus lagopus     | B              | раніше виключно залітний |                                                 |            |
| Тетерук                        | Lyrurus tetrix      | A              | П                        | під суворим захистом; вимагає активного захисту |            |
| Глушець                        | Tetrao urogallus    | A              | П                        | під суворим захистом; вимагає активного захисту |            |
| Куріпка сіра                   | Perdix perdix       | A              | П                        | охороняються у певний період                    |            |
| Перепілка звичайна             | Coturnix coturnix   | A              | П                        | під суворим захистом                            |            |
| Фазан звичайний                | Phasianus colchicus | C              | П                        | охороняються у певний період                    | ·          |

### Ряд:Журавлеподібні(Gruiformes)

#### Родина:Пастушкові(Rallidae)
| Назва українською             | Назва латинською    | Категорія AERC | Статус виду в Польщі | Охорона виду в Польщі                           | Зображення |
| Родина: Пастушкові (Rallidae) |                     |                |                      |                                                 |            |
| Пастушок                      | Rallus aquaticus    | A              | П                    | під суворим захистом                            |            |
| Погонич звичайний             | Porzana porzana     | A              | П                    | під суворим захистом; вимагає активного захисту |            |
| Погонич малий                 | Porzana parva       | A              | П                    | під суворим захистом                            |            |
| Погонич-крихітка              | Porzana pusilla     | A              | ЗР, ПД               | під суворим захистом                            |            |
| Деркач                        | Crex crex           | A              | П                    | під суворим захистом; вимагає активного захисту | ·          |
| Курочка водяна                | Gallinula chloropus | A              | П                    | під суворим захистом                            |            |
| Лиска                         | Fulica atra         | A              | П                    | охороняються у певний період                    |            |

#### Родина:Журавлеві(Gruidae)
| Назва українською           | Назва латинською | Категорія AERC | Статус виду в Польщі | Охорона виду в Польщі                           | Зображення |
| Родина: Журавлеві (Gruidae) |                  |                |                      |                                                 |            |
| Журавель сірий              | Grus grus        | A              | П                    | під суворим захистом; вимагає активного захисту |            |
| Журавель степовий           | Grus virgo       | B              | ПД wyjątkowo         | під суворим захистом                            |            |

### Ряд:Сивкоподібні(Charadriiformes)

#### Родина:Кулик-сорока(Haematopodidae)
| Назва українською                     | Назва латинською      | Категорія AERC | Статус виду в Польщі | Охорона виду в Польщі | Зображення |
| Родина: Кулик-сорока (Haematopodidae) |                       |                |                      |                       |            |
| Кулик-сорока                          | Haematopus ostralegus | A              | П                    | під суворим захистом  |            |

#### Родина:Чоботарові(Recurvirostridae)
| Назва українською                     | Назва латинською       | Категорія AERC | Статус виду в Польщі | Охорона виду в Польщі | Зображення |
| Родина: Чоботарові (Recurvirostridae) |                        |                |                      |                       |            |
| Кулик-довгоніг                        | Himantopus himantopus  | A              | З, РГ                | під суворим захистом  | ·          |
| Чоботар                               | Recurvirostra avosetta | A              | З, РГ                | під суворим захистом  |            |

#### Родина:Лежневі(Burhinidae)
| Назва українською            | Назва латинською    | Категорія AERC | Статус виду в Польщі | Охорона виду в Польщі                           | Зображення |
| Родина: Лежневі (Burhinidae) |                     |                |                      |                                                 |            |
| Лежень                       | Burhinus oedicnemus | A              | З, ПМ                | під суворим захистом; вимагає активного захисту |            |

#### Родина:Дерихвостові(Glareolidae)
| Назва українською                  | Назва латинською    | Категорія AERC | Статус виду в Польщі | Охорона виду в Польщі | Зображення |
| Родина: Дерихвостові (Glareolidae) |                     |                |                      |                       |            |
| Дерихвіст лучний                   | Glareola pratincola | A              | З                    | під суворим захистом  |            |
| Дерихвіст степовий                 | Glareola nordmanni  | A              | З                    | під суворим захистом  |            |

#### Родина:Сивкові(Charadriidae)
| Назва українською              | Назва латинською         | Категорія AERC | Статус виду в Польщі | Охорона виду в Польщі                           | Зображення |
| Родина: Сивкові (Charadriidae) |                          |                |                      |                                                 |            |
| Пісочник малий                 | Charadrius dubius        | A              | П                    | під суворим захистом                            |            |
| Пісочник великий               | Charadrius hiaticula     | A              | П                    | під суворим захистом; вимагає активного захисту |            |
| Пісочник морський              | Charadrius alexandrinus  | A              | З, РГ                | під суворим захистом                            |            |
| Зуйок монгольський             | Charadrius mongolus      | A              | ЗР                   | під суворим захистом                            |            |
| Пісочник товстодзьобий         | Charadrius leschenaultii | A              | З                    | під суворим захистом                            |            |
| Пісочник каспійський           | Charadrius asiaticus     | A              | ЗР                   | під суворим захистом                            |            |
| Хрустан                        | Charadrius morinellus    | A              | З, РГ                | під суворим захистом                            |            |
| Сивка домініканська            | Pluvialis dominica       | A              | ЗР                   | під суворим захистом                            |            |
| Сивка бурокрила                | Pluvialis fulva          | A              | ЗР                   | під суворим захистом                            |            |
| Сивка звичайна                 | Pluvialis apricaria      | A              | З, ПД                | під суворим захистом                            |            |
| Сивка морська                  | Pluvialis squatarola     | A              | З                    | під суворим захистом                            |            |
| Чайка степова                  | Vanellus gregarius       | A              | З                    | під суворим захистом                            |            |
| Чайка білохвоста               | Vanellus leucurus        | A              | З                    | під суворим захистом                            |            |
| Чайка                          | Vanellus vanellus        | A              | П                    | під суворим захистом; вимагає активного захисту |            |

#### Родина:Баранцеві(Scolopacidae)
| Назва українською                | Назва латинською        | Категорія AERC | Статус виду в Польщі | Охорона виду в Польщі                           | Зображення |
| Родина: Баранцеві (Scolopacidae) |                         |                |                      |                                                 |            |
| Побережник великий               | Calidris tenuirostris   | A              | ЗР                   | під суворим захистом                            |            |
| Побережник ісландський           | Calidris canutus        | A              | З                    | під суворим захистом                            |            |
| Побережник білий                 | Calidris alba           | A              | З                    | під суворим захистом                            |            |
| Побережник довгопалий            | Calidris pusilla        | A              | З                    | під суворим захистом                            |            |
| Побережник малий                 | Calidris minuta         | A              | З                    | під суворим захистом                            |            |
| Побережник-крихітка              | Calidris minutilla      | A              | ЗР                   | під суворим захистом                            |            |
| Побережник білохвостий           | Calidris temminckii     | A              | З                    | під суворим захистом                            |            |
| Побережник білогрудий            | Calidris fuscicollis    | A              | ЗР                   | під суворим захистом                            |            |
| Побережник канадський            | Calidris bairdii        | A              | ЗР                   | під суворим захистом                            |            |
| Побережник арктичний             | Calidris melanotos      | A              | З                    | під суворим захистом                            |            |
| Побережник червоногрудий         | Calidris ferruginea     | A              | З                    | під суворим захистом                            |            |
| Побережник морський              | Calidris maritima       | A              | З                    | під суворим захистом                            |            |
| Побережник чорногрудий           | Calidris alpina         | A              | З, ПМ                | під суворим захистом; вимагає активного захисту |            |
| Побережник болотяний             | Limicola falcinellus    | A              | З                    | під суворим захистом                            |            |
| Жовтоволик                       | Tryngites subruficollis | A              | З                    | під суворим захистом                            |            |
| Турухтан                         | Philomachus pugnax      | A              | З, ПМ                | під суворим захистом; вимагає активного захисту |            |
| Баранець малий                   | Lymnocryptes minimus    | A              | ПЗ, РГ               | під суворим захистом                            |            |
| Баранець звичайний               | Gallinago gallinago     | A              | П                    | під суворим захистом; вимагає активного захисту | ·          |
| Баранець великий                 | Gallinago media         | A              | З, ПМ                | під суворим захистом; вимагає активного захисту |            |
| Неголь довгодзьобий              | Limnodromus scolopaceus | A              | ЗР                   | під суворим захистом                            |            |
| Слуква                           | Scolopax rusticola      | A              | П                    | охороняються у певний період                    |            |
| Грицик великий                   | Limosa limosa           | A              | П                    | під суворим захистом; вимагає активного захисту |            |
| Грицик малий                     | Limosa lapponica        | A              | З                    | під суворим захистом                            |            |
| Кульон середній                  | Numenius phaeopus       | A              | З                    | під суворим захистом                            |            |
| Кульон тонкодзьобий              | Numenius tenuirostris   | A              | З                    | під суворим захистом                            |            |
| Кульон великий                   | Numenius arquata        | A              | П                    | під суворим захистом; вимагає активного захисту |            |
| Коловодник чорний                | Tringa erythropus       | A              | З                    | під суворим захистом                            |            |
| Коловодник звичайний             | Tringa totanus          | A              | П                    | під суворим захистом; вимагає активного захисту |            |
| Коловодник ставковий             | Tringa stagnatilis      | A              | З, ПМ                | під суворим захистом                            |            |
| Коловодник великий               | Tringa nebularia        | A              | З                    | під суворим захистом                            |            |
| Коловодник строкатий             | Tringa melanoleuca      | A              | ЗР                   | під суворим захистом                            |            |
| Жовтоногий коловодник            | Tringa flavipes         | A              | ЗР                   | під суворим захистом                            |            |
| Коловодник лісовий               | Tringa ochropus         | A              | П                    | під суворим захистом; вимагає активного захисту |            |
| Коловодник болотяний             | Tringa glareola         | A              | З, ПМ                | під суворим захистом; вимагає активного захисту |            |
| Мородунка                        | Xenus cinereus          | A              | З                    | під суворим захистом                            | centruj    |
| Набережник                       | Actitis hypoleucos      | A              | П                    | під суворим захистом                            |            |
| Набережник плямистий             | Actitis macularius      | A              | ЗР                   | під суворим захистом                            |            |
| Крем'яшник звичайний             | Arenaria interpres      | A              | З                    | під суворим захистом                            |            |
| Плавунець круглодзьобий          | Phalaropus lobatus      | A              | З                    | під суворим захистом                            |            |
| Плавунець плоскодзьобий          | Phalaropus fulicarius   | A              | З                    | під суворим захистом                            |            |

#### Родина:Поморникові(Stercorariidae)
| Назва українською                    | Назва латинською         | Категорія AERC | Статус виду в Польщі | Охорона виду в Польщі | Зображення |
| Родина: Поморникові (Stercorariidae) |                          |                |                      |                       |            |
| Поморник середній                    | Stercorarius pomarinus   | A              | З                    | під суворим захистом  |            |
| Поморник короткохвостий              | Stercorarius parasiticus | A              | З                    | під суворим захистом  |            |
| Поморник довгохвостий                | Stercorarius longicaudus | A              | З                    | під суворим захистом  |            |
| Поморник великий                     | Stercorarius skua        | A              | З                    | під суворим захистом  |            |

#### Родина:Мартинові(Laridae)
| Назва українською           | Назва латинською           | Категорія AERC | Статус виду в Польщі | Охорона виду в Польщі                           | Зображення |
| Родина: Мартинові (Laridae) |                            |                |                      |                                                 |            |
| Мартин каспійський          | Larus ichthyaetus          | A              | З                    | під суворим захистом                            |            |
| Мартин середземноморський   | Larus melanocephalus       | A              | З, ПМ                | під суворим захистом                            |            |
| Мартин карибський           | Larus atricilla            | A              | ЗР                   | під суворим захистом                            |            |
| Мартин малий                | Hydrocoloeus minutus       | A              | З, ПМ                | під суворим захистом; вимагає активного захисту |            |
| Мартин вилохвостий          | Xema sabini                | A              | З                    | під суворим захистом                            |            |
| Мартин звичайний            | Chroicocephalus ridibundus | A              | П                    | під суворим захистом                            |            |
| Мартин тонкодзьобий         | Chroicocephalus genei      | A              | ЗР                   | під суворим захистом                            |            |
| Мартин делаверський         | Larus delawarensis         | A              | З                    | під суворим захистом                            |            |
| Мартин сизий                | Larus canus                | A              | П                    | під суворим захистом                            |            |
| Мартин чорнокрилий          | Larus fuscus               | A              | З, РГ                | під суворим захистом                            |            |
| Мартин сріблястий           | Larus argentatus           | A              | П                    | охороняються частково                           |            |
| Мартин жовтоногий           | Larus cachinnans           | A              | З, РГ                | охороняються частково                           |            |
| Мартин середземноморський   | Larus michahellis          | A              | З, РГ                | охороняються частково                           |            |
| Мартин гренландський        | Larus glaucoides           | A              | З                    | під суворим захистом                            |            |
| Тихоокеанська чайка         | Larus schistisagus         | A              | ЗР                   | під суворим захистом                            |            |
| Мартин полярний             | Larus hyperboreus          | A              | З                    | під суворим захистом                            |            |
| Мартин морський             | Larus marinus              | A              | З                    | під суворим захистом                            |            |
| Мартин рожевий              | Rhodostethia rosea         | A              | ЗР                   | під суворим захистом                            |            |
| Мартин трипалий             | Rissa tridactyla           | A              | З                    | під суворим захистом                            |            |
| Мартин білий                | Pagophila eburnea          | A              | ЗР                   | під суворим захистом                            |            |
| Крячок чорнодзьобий         | Gelochelidon nilotica      | A              | З                    | під суворим захистом                            |            |
| Крячок каспійський          | Hydroprogne caspia         | A              | З, РГ                | під суворим захистом                            |            |
| Крячок рябодзьобий          | Sterna sandvicensis        | A              | З, РГ                | під суворим захистом; вимагає активного захисту | ·          |
| Крячок рожевий              | Sterna dougallii           | A              | ЗР                   | під суворим захистом                            |            |
| Крячок річковий             | Sterna hirundo             | A              | П                    | під суворим захистом; вимагає активного захисту | ·          |
| Крячок полярний             | Sterna paradisaea          | A              | З, РГ                | під суворим захистом; вимагає активного захисту |            |
| Крячок малий                | Sternula albifrons         | A              | П                    | під суворим захистом; вимагає активного захисту |            |
| Крячок білощокий            | Chlidonias hybrida         | A              | П                    | під суворим захистом; вимагає активного захисту |            |
| Крячок чорний               | Chlidonias niger           | A              | П                    | під суворим захистом; вимагає активного захисту |            |
| Крячок білокрилий           | Chlidonias leucopterus     | A              | П                    | під суворим захистом; вимагає активного захисту |            |

#### Родина:Алькові(Alcidae)
| Назва українською         | Назва латинською   | Категорія AERC | Статус виду в Польщі | Охорона виду в Польщі | Зображення |
| Родина: Алькові (Alcidae) |                    |                |                      |                       |            |
| Кайра тонкодзьоба         | Uria aalge         | A              | З                    | під суворим захистом  |            |
| Кайра товстодзьоба        | Uria lomvia        | A              | ЗР                   | під суворим захистом  |            |
| Гагарка                   | Alca torda         | A              | З                    | під суворим захистом  |            |
| Чистун арктичний          | Cepphus grylle     | A              | З                    | під суворим захистом  |            |
| Люрик                     | Alle alle          | A              | З                    | під суворим захистом  |            |
| Тупик атлантичний         | Fratercula arctica | A              | З                    | під суворим захистом  |            |

### Ряд:Голубоподібні(Columbiformes)

#### Родина:Голубові(Columbidae)
| Назва українською             | Назва латинською        | Категорія AERC | Статус виду в Польщі | Охорона виду в Польщі                                                             | Зображення |
| Родина: Голубові (Columbidae) |                         |                |                      |                                                                                   |            |
| Голуб сизий                   | Columba livia           | C              | П                    | під суворим захистом (за винятком голуба міського, охопленого частковим захистом) |            |
| Голуб-синяк                   | Columba oenas           | A              | П                    | під суворим захистом                                                              |            |
| Припутень                     | Columba palumbus        | A              | П                    | охороняються у певний період                                                      |            |
| Горлиця садова                | Streptopelia decaocto   | A              | П                    | під суворим захистом                                                              |            |
| Горлиця звичайна              | Streptopelia turtur     | A              | П                    | під суворим захистом                                                              |            |
| Горлиця велика                | Streptopelia orientalis | A              | ЗР                   | під суворим захистом                                                              |            |

### Ряд:Зозулеподібні(Cuculiformes)

#### Родина:Зозулеві(Cuculidae)
| Назва українською            | Назва латинською | Категорія AERC | Статус виду в Польщі | Охорона виду в Польщі | Зображення |
| Родина: Зозулеві (Cuculidae) |                  |                |                      |                       |            |
| Зозуля звичайна              | Cuculus canorus  | A              | П                    | під суворим захистом  |            |

### Ряд:Совоподібні(Strigiformes)

#### Родина:Сипухові(Tytonidae)
| Назва українською            | Назва латинською | Категорія AERC | Статус виду в Польщі | Охорона виду в Польщі                           | Зображення |
| Родина: Сипухові (Tytonidae) |                  |                |                      |                                                 |            |
| Сипуха                       | Tyto alba        | A              | П                    | під суворим захистом; вимагає активного захисту |            |

#### Родина:Совові(Strigidae)
| Назва українською          | Назва латинською      | Категорія AERC | Статус виду в Польщі | Охорона виду в Польщі                           | Зображення |
| Родина: Совові (Strigidae) |                       |                |                      |                                                 |            |
| Совка                      | Otus scops            | A              | З                    | під суворим захистом                            |            |
| Пугач звичайний            | Bubo bubo             | A              | П                    | під суворим захистом; вимагає активного захисту |            |
| Сова біла                  | Bubo scandiacus       | A              | З                    | під суворим захистом                            |            |
| Сова яструбина             | Surnia ulula          | A              | З                    | під суворим захистом                            |            |
| Сичик-горобець             | Glaucidium passerinum | A              | П                    | під суворим захистом; вимагає активного захисту |            |
| Сич хатній                 | Athene noctua         | A              | П                    | під суворим захистом; вимагає активного захисту |            |
| Сова сіра                  | Strix aluco           | A              | П                    | під суворим захистом                            | ·          |
| Сова довгохвоста           | Strix uralensis       | A              | П                    | під суворим захистом                            |            |
| Сова бородата              | Strix nebulosa        | A              | З, lokalnie РГ       | під суворим захистом                            |            |
| Сова вухата                | Asio otus             | A              | П                    | під суворим захистом                            |            |
| Сова болотяна              | Asio flammeus         | A              | З, ПМ                | під суворим захистом; вимагає активного захисту |            |
| Сич волохатий              | Aegolius funereus     | A              | П                    | під суворим захистом; вимагає активного захисту |            |

### Ряд:Сиворакшоподібні(Coraciiformes)

#### Родина:Рибалочкові(Alcedinidae)
| Назва українською                 | Назва латинською | Категорія AERC | Статус виду в Польщі | Охорона виду в Польщі                           | Зображення |
| Родина: Рибалочкові (Alcedinidae) |                  |                |                      |                                                 |            |
| Рибалочка                         | Alcedo atthis    | A              | П                    | під суворим захистом; вимагає активного захисту |            |
| Рибалочка строкатий               | Ceryle rudis     | B              | ПД wyjątkowo         | під суворим захистом                            |            |

#### Родина:Бджолоїдкові(Meropidae)
| Назва українською                | Назва латинською | Категорія AERC | Статус виду в Польщі | Охорона виду в Польщі                           | Зображення |
| Родина: Бджолоїдкові (Meropidae) |                  |                |                      |                                                 |            |
| Бджолоїдка звичайна              | Merops apiaster  | A              | ПМ, РГ               | під суворим захистом; вимагає активного захисту |            |

#### Родина:Сиворакшеві(Coraciidae)
| Назва українською                | Назва латинською  | Категорія AERC | Статус виду в Польщі | Охорона виду в Польщі                           | Зображення |
| Родина: Сиворакшеві (Coraciidae) |                   |                |                      |                                                 |            |
| Сиворакша                        | Coracias garrulus | A              | ПМ                   | під суворим захистом; вимагає активного захисту |            |

### Ряд:Дятлоподібні(Piciformes)

#### Родина:Дятлові(Picidae)
| Назва українською         | Назва латинською     | Категорія AERC | Статус виду в Польщі | Охорона виду в Польщі                           | Зображення |
| Родина: Дятлові (Picidae) |                      |                |                      |                                                 |            |
| Крутиголовка              | Jynx torquilla       | A              | П                    | під суворим захистом                            |            |
| Жовна сива                | Picus canus          | A              | П                    | під суворим захистом; вимагає активного захисту |            |
| Жовна зелена              | Picus viridis        | A              | П                    | під суворим захистом; вимагає активного захисту |            |
| Жовна чорна               | Dryocopus martius    | A              | П                    | під суворим захистом; вимагає активного захисту |            |
| Дятел звичайний           | Dendrocopos major    | A              | П                    | під суворим захистом                            | ·          |
| Дятел сирійський          | Dendrocopos syriacus | A              | П                    | під суворим захистом                            |            |
| Дятел середній            | Dendrocoptes medius  | A              | П                    | під суворим захистом; вимагає активного захисту |            |
| Дятел білоспинний         | Dendrocopos leucotos | A              | ПМ                   | під суворим захистом; вимагає активного захисту |            |
| Дятел малий               | Dryobates minor      | A              | П                    | під суворим захистом                            |            |
| Дятел трипалий            | Picoides tridactylus | A              | ПМ                   | під суворим захистом; вимагає активного захисту |            |

### Ряд:Горобцеподібні(Passeriformes)

#### Родина:Жайворонкові(Alaudidae)
| Назва українською                | Назва латинською           | Категорія AERC | Статус виду в Польщі | Охорона виду в Польщі | Зображення |
| Родина: Жайворонкові (Alaudidae) |                            |                |                      |                       |            |
| Жайворонок степовий              | Melanocorypha calandra     | B              | ПД                   | під суворим захистом  |            |
| Жайворонок білокрилий            | Melanocorypha leucoptera   | A              | З                    | під суворим захистом  |            |
| Жайворонок чорний                | Melanocorypha yeltoniensis | A              | ЗР                   | під суворим захистом  |            |
| Жайворонок малий                 | Calandrella brachydactyla  | A              | З                    | під суворим захистом  |            |
| Посмітюха                        | Galerida cristata          | A              | П                    | під суворим захистом  |            |
| Жайворонок лісовий               | Lullula arborea            | A              | П                    | під суворим захистом  |            |
| Жайворонок польовий              | Alauda arvensis            | A              | П                    | під суворим захистом  | ·          |
| Жайворонок рогатий               | Eremophila alpestris       | A              | ПЗ                   | під суворим захистом  |            |

#### Родина:Ластівкові(Hirundinidae)
| Назва українською                 | Назва латинською | Категорія AERC | Статус виду в Польщі | Охорона виду в Польщі | Зображення |
| Родина: Ластівкові (Hirundinidae) |                  |                |                      |                       |            |
| Ластівка берегова                 | Riparia riparia  | A              | П                    | під суворим захистом  |            |
| Ластівка сільська                 | Hirundo rustica  | A              | П                    | під суворим захистом  | ·          |
| Ластівка даурська                 | Cecropis daurica | A              | З                    | під суворим захистом  |            |
| Ластівка міська                   | Delichon urbicum | A              | П                    | під суворим захистом  |            |

#### Родина:Плискові(Motacillidae)
| Назва українською               | Назва латинською   | Категорія AERC | Статус виду в Польщі | Охорона виду в Польщі | Зображення |
| Родина: Плискові (Motacillidae) |                    |                |                      |                       |            |
| Щеврик азійський                | Anthus richardi    | A              | З                    | під суворим захистом  |            |
| Щеврик польовий                 | Anthus campestris  | A              | П                    | під суворим захистом  |            |
| Щеврик оливковий                | Anthus hodgsoni    | A              | З                    | під суворим захистом  |            |
| Щеврик лісовий                  | Anthus trivialis   | A              | П                    | під суворим захистом  |            |
| Щеврик лучний                   | Anthus pratensis   | A              | П                    | під суворим захистом  |            |
| Щеврик червоногрудий            | Anthus cervinus    | A              | З                    | під суворим захистом  |            |
| Щеврик гірський                 | Anthus spinoletta  | A              | З, ПМ                | під суворим захистом  |            |
| Щеврик скельний                 | Anthus petrosus    | A              | З                    | під суворим захистом  |            |
| Плиска жовта                    | Motacilla flava    | A              | П                    | під суворим захистом  |            |
| Плиска жовтоголова              | Motacilla citreola | A              | З, ПМ                | під суворим захистом  |            |
| Плиска гірська                  | Motacilla cinerea  | A              | П                    | під суворим захистом  |            |
| Плиска біла                     | Motacilla alba     | A              | П                    | під суворим захистом  |            |

#### Родина:Омелюхові(Bombycillidae)
| Назва українською                 | Назва латинською    | Категорія AERC | Статус виду в Польщі | Охорона виду в Польщі | Зображення |
| Родина: Омелюхові (Bombycillidae) |                     |                |                      |                       |            |
| Омелюх звичайний                  | Bombycilla garrulus | A              | ПЗ                   | під суворим захистом  |            |

#### Родина:Пронуркові(Cinclidae)
| Назва українською              | Назва латинською | Категорія AERC | Статус виду в Польщі | Охорона виду в Польщі | Зображення |
| Родина: Пронуркові (Cinclidae) |                  |                |                      |                       |            |
| Пронурок                       | Cinclus cinclus  | A              | ПМ                   | під суворим захистом  |            |

#### Родина:Воловоочкові(Troglodytidae)
| Назва українською                    | Назва латинською        | Категорія AERC | Статус виду в Польщі | Охорона виду в Польщі | Зображення |
| Родина: Воловоочкові (Troglodytidae) |                         |                |                      |                       |            |
| Волове очко                          | Troglodytes troglodytes | A              | П                    | під суворим захистом  | ·          |

#### Родина:Тинівкові(Prunellidae)
| Назва українською               | Назва латинською    | Категорія AERC | Статус виду в Польщі | Охорона виду в Польщі | Зображення |
| Родина: Тинівкові (Prunellidae) |                     |                |                      |                       |            |
| Тинівка лісова                  | Prunella modularis  | A              | П                    | під суворим захистом  | ·          |
| Тинівка сибірська               | Prunella montanella | A              | ЗР                   | під суворим захистом  |            |
| Тинівка альпійська              | Prunella collaris   | A              | ПМ                   | під суворим захистом  |            |

#### Родина:Дроздові(Turdidae)
| Назва українською           | Назва латинською   | Категорія AERC | Статус виду в Польщі | Охорона виду в Польщі | Зображення |
| Родина: Дроздові (Turdidae) |                    |                |                      |                       |            |
| Квічаль тайговий            | Zoothera aurea     | A              | З                    | під суворим захистом  |            |
| Квічаль сибірський          | Geokichla sibirica | A              | З                    | під суворим захистом  |            |
| Дрізд гірський              | Turdus torquatus   | A              | ПМ                   | під суворим захистом  |            |
| Дрізд чорний                | Turdus merula      | A              | П                    | під суворим захистом  | ·          |
| Оливковий дрізд             | Turdus obscurus    | A              | З                    | під суворим захистом  |            |
| Дрізд Науманна              | Turdus naumanni    | A              | З                    | під суворим захистом  |            |
| Дрізд темний                | Turdus eunomus     | A              | ЗР                   | під суворим захистом  |            |
| Дрізд рудоволий             | Turdus ruficollis  | A              | З                    | під суворим захистом  |            |
| Дрізд чорноволий            | Turdus atrogularis | A              | З                    | під суворим захистом  |            |
| Чикотень                    | Turdus pilaris     | A              | П                    | під суворим захистом  |            |
| Дрізд співочий              | Turdus philomelos  | A              | П                    | під суворим захистом  | ·          |
| Дрізд білобровий            | Turdus iliacus     | A              | З, ПМ, РГ            | під суворим захистом  |            |
| Дрізд-омелюх                | Turdus viscivorus  | A              | П                    | під суворим захистом  |            |

#### Родина:Мухоловкові(Muscicapidae)
| Назва українською                  | Назва латинською        | Категорія AERC | Статус виду в Польщі | Охорона виду в Польщі | Зображення |
| Родина: Мухоловкові (Muscicapidae) |                         |                |                      |                       |            |
| Вільшанка                          | Erithacus rubecula      | A              | П                    | під суворим захистом  | ·          |
| Соловейко східний                  | Luscinia luscinia       | A              | П                    | під суворим захистом  | ·          |
| Соловейко західний                 | Luscinia megarhynchos   | A              | П                    | під суворим захистом  | ·          |
| Соловей-свистун                    | Larvivora sibilans      | A              | ЗР                   | під суворим захистом  |            |
| Синьошийка                         | Luscinia svecica        | A              | П                    | під суворим захистом  |            |
| Синьохвіст тайговий                | Tarsiger cyanurus       | A              | ЗР                   | під суворим захистом  |            |
| Горихвістка чорна                  | Phoenicurus ochruros    | A              | П                    | під суворим захистом  |            |
| Горихвістка звичайна               | Phoenicurus phoenicurus | A              | П                    | під суворим захистом  |            |
| Трав'янка лучна                    | Saxicola rubetra        | A              | П                    | під суворим захистом  |            |
| Трав'янка європейська              | Saxicola rubicola       | A              | П                    | під суворим захистом  |            |
| Трав'янка білошия                  | Saxicola maurus         | A              | ЗР                   | під суворим захистом  |            |
| Кам'янка попеляста                 | Oenanthe isabellina     | A              | ЗР                   | під суворим захистом  |            |
| Кам'янка звичайна                  | Oenanthe oenanthe       | A              | П                    | під суворим захистом  |            |
| Кам'янка лиса                      | Oenanthe pleschanka     | A              | З                    | під суворим захистом  |            |
| Кам'янка іспанська                 | Oenanthe hispanica      | A              | ЗР                   | під суворим захистом  |            |
| Кам'янка пустельна                 | Oenanthe deserti        | A              | ЗР                   | під суворим захистом  |            |
| Скеляр строкатий                   | Monticola saxatilis     | A              | З, ПМ                | під суворим захистом  |            |
| Мухоловка сіра                     | Muscicapa striata       | A              | П                    | під суворим захистом  |            |
| Мухоловка мала                     | Ficedula parva          | A              | П                    | під суворим захистом  |            |
| Мухоловка білошия                  | Ficedula albicollis     | A              | П                    | під суворим захистом  |            |
| Мухоловка строката                 | Ficedula hypoleuca      | A              | П                    | під суворим захистом  | ·          |

#### Родина:Кропив'янкові(Sylviidae)
| Назва українською                 | Назва латинською     | Категорія AERC | Статус виду в Польщі | Охорона виду в Польщі | Зображення |
| Родина: Кропив'янкові (Sylviidae) |                      |                |                      |                       |            |
| Кропив'янка субальпійська         | Sylvia cantillans    | A              | З                    | під суворим захистом  |            |
| Кропив'янка середземноморська     | Sylvia melanocephala | A              | ЗР                   | під суворим захистом  |            |
| Кропив'янка рябогруда             | Sylvia nisoria       | A              | П                    | під суворим захистом  |            |
| Кропив'янка прудка                | Sylvia curruca       | A              | П                    | під суворим захистом  |            |
| Кропив'янка сіра                  | Sylvia communis      | A              | П                    | під суворим захистом  |            |
| Кропив'янка садова                | Sylvia borin         | A              | П                    | під суворим захистом  |            |
| Кропив'янка чорноголова           | Sylvia atricapilla   | A              | П                    | під суворим захистом  |            |

#### Родина:Вівчаркові(Phylloscopidae)
| Назва українською                   | Назва латинською          | Категорія AERC | Статус виду в Польщі | Охорона виду в Польщі | Зображення |
| Родина: Вівчаркові (Phylloscopidae) |                           |                |                      |                       |            |
| Вівчарик зелений                    | Phylloscopus trochiloides | A              | З, РГ                | під суворим захистом  |            |
| Вівчарик шелюговий                  | Phylloscopus borealis     | A              | ЗР                   | під суворим захистом  |            |
| Корольковий вівчарик                | Phylloscopus proregulus   | A              | З                    | під суворим захистом  |            |
| Вівчарик лісовий                    | Phylloscopus inornatus    | A              | З                    | під суворим захистом  |            |
| Вівчарик алтайський                 | Phylloscopus humei        | A              | ЗР                   | під суворим захистом  |            |
| Вівчарик товстодзьобий              | Phylloscopus schwarzi     | A              | ЗР                   | під суворим захистом  |            |
| Вівчарик бурий                      | Phylloscopus fuscatus     | A              | З                    | під суворим захистом  |            |
| Вівчарик світлочеревий              | Phylloscopus bonelli      | A              | З, РГ                | під суворим захистом  |            |
| Вівчарик жовтобровий                | Phylloscopus sibilatrix   | A              | П                    | під суворим захистом  | ·          |
| Вівчарик-ковалик                    | Phylloscopus collybita    | A              | П                    | під суворим захистом  | ·          |
| Вівчарик іберійський                | Phylloscopus ibericus     | A              | ЗР                   | під суворим захистом  |            |
| Вівчарик весняний                   | Phylloscopus trochilus    | A              | П                    | під суворим захистом  | ·          |

#### Родина:Золотомушкові(Regulidae)
| Назва українською                 | Назва латинською    | Категорія AERC | Статус виду в Польщі | Охорона виду в Польщі | Зображення |
| Родина: Золотомушкові (Regulidae) |                     |                |                      |                       |            |
| Золотомушка жовточуба             | Regulus regulus     | A              | П                    | під суворим захистом  |            |
| Золотомушка червоночуба           | Regulus ignicapilla | A              | П                    | під суворим захистом  |            |

#### Родина:Кобилочкові(Locustellidae)
| Назва українською                   | Назва латинською        | Категорія AERC | Статус виду в Польщі | Охорона виду в Польщі | Зображення |
| Родина: Кобилочкові (Locustellidae) |                         |                |                      |                       |            |
| Кобилочка співоча                   | Helopsaltes certhiola   | A              | ЗР                   | під суворим захистом  |            |
| Кобилочка-цвіркун                   | Locustella naevia       | A              | П                    | під суворим захистом  |            |
| Кобилочка річкова                   | Locustella fluviatilis  | A              | П                    | під суворим захистом  |            |
| Кобилочка солов'їна                 | Locustella luscinioides | A              | П                    | під суворим захистом  | ·          |

#### Родина:Очеретянкові(Acrocephalidae)
| Назва українською                     | Назва латинською           | Категорія AERC | Статус виду в Польщі | Охорона виду в Польщі                           | Зображення |
| Родина: Очеретянкові (Acrocephalidae) |                            |                |                      |                                                 |            |
| Очеретянка тонкодзьоба                | Acrocephalus melanopogon   | A              | ЗР                   | під суворим захистом                            |            |
| Очеретянка прудка                     | Acrocephalus paludicola    | A              | ПМ                   | під суворим захистом; вимагає активного захисту |            |
| Очеретянка лучна                      | Acrocephalus schoenobaenus | A              | П                    | під суворим захистом                            |            |
| Очеретянка індійська                  | Acrocephalus agricola      | A              | ЗР                   | під суворим захистом                            |            |
| Очеретянка садова                     | Acrocephalus dumetorum     | A              | З, lokalnie РГ       | під суворим захистом                            |            |
| Очеретянка чагарникова                | Acrocephalus palustris     | A              | П                    | під суворим захистом                            |            |
| Очеретянка ставкова                   | Acrocephalus scirpaceus    | A              | П                    | під суворим захистом                            |            |
| Очеретянка велика                     | Acrocephalus arundinaceus  | A              | П                    | під суворим захистом                            | ·          |
| Берестянка звичайна                   | Hippolais icterina         | A              | П                    | під суворим захистом                            |            |
| Берестянка багатоголоса               | Hippolais polyglotta       | A              | З                    | під суворим захистом                            |            |

#### Родина:Вусаті синиці(Panuridae)
| Назва українською                 | Назва латинською  | Категорія AERC | Статус виду в Польщі | Охорона виду в Польщі | Зображення |
| Родина: Вусаті синиці (Panuridae) |                   |                |                      |                       |            |
| Синиця вусата                     | Panurus biarmicus | A              | П                    | під суворим захистом  |            |

#### Родина:Довгохвостосиницеві(Aegithalidae)
| Назва українською                          | Назва латинською    | Категорія AERC | Статус виду в Польщі | Охорона виду в Польщі | Зображення |
| Родина: Довгохвостосиницеві (Aegithalidae) |                     |                |                      |                       |            |
| Синиця довгохвоста                         | Aegithalos caudatus | A              | П                    | під суворим захистом  |            |

#### Родина:Синицеві(Paridae)
| Назва українською          | Назва латинською      | Категорія AERC | Статус виду в Польщі | Охорона виду в Польщі | Зображення |
| Родина: Синицеві (Paridae) |                       |                |                      |                       |            |
| Гаїчка болотяна            | Poecile palustris     | A              | П                    | під суворим захистом  |            |
| Гаїчка-пухляк              | Poecile montanus      | A              | П                    | під суворим захистом  |            |
| Синиця чубата              | Lophophanes cristatus | A              | П                    | під суворим захистом  | ·          |
| Синиця чорна               | Periparus ater        | A              | П                    | під суворим захистом  |            |
| Синиця блакитна            | Cyanistes caeruleus   | A              | П                    | під суворим захистом  |            |
| Синиця біла                | Cyanistes cyanus      | A              | З                    | під суворим захистом  |            |
| Синиця велика              | Parus major           | A              | П                    | під суворим захистом  | ·          |

#### Родина:Повзикові(Sittidae)
| Назва українською            | Назва латинською | Категорія AERC | Статус виду в Польщі | Охорона виду в Польщі | Зображення |
| Родина: Повзикові (Sittidae) |                  |                |                      |                       |            |
| Повзик звичайний             | Sitta europaea   | A              | П                    | під суворим захистом  | ·          |

#### Родина:Стінолазові(Tichodromidae)
| Назва українською                   | Назва латинською   | Категорія AERC | Статус виду в Польщі | Охорона виду в Польщі | Зображення |
| Родина: Стінолазові (Tichodromidae) |                    |                |                      |                       |            |
| Стінолаз                            | Tichodroma muraria | A              | ПМ                   | під суворим захистом  |            |

#### Родина:Підкоришникові(Certhidae)
| Назва українською                  | Назва латинською      | Категорія AERC | Статус виду в Польщі | Охорона виду в Польщі | Зображення |
| Родина: Підкоришникові (Certhidae) |                       |                |                      |                       |            |
| Підкоришник звичайний              | Certhia familiaris    | A              | П                    | під суворим захистом  |            |
| Підкоришник короткопалий           | Certhia brachydactyla | A              | П                    | під суворим захистом  |            |

#### Родина:Ремезові(Remizidae)
| Назва українською            | Назва латинською | Категорія AERC | Статус виду в Польщі | Охорона виду в Польщі | Зображення |
| Родина: Ремезові (Remizidae) |                  |                |                      |                       |            |
| Ремез                        | Remiz pendulinus | A              | П                    | під суворим захистом  |            |

#### Родина:Вивільгові(Oriolidae)
| Назва українською              | Назва латинською | Категорія AERC | Статус виду в Польщі | Охорона виду в Польщі | Зображення |
| Родина: Вивільгові (Oriolidae) |                  |                |                      |                       |            |
| Вивільга звичайна              | Oriolus oriolus  | A              | П                    | під суворим захистом  |            |

#### Родина:Сорокопудові(Laniidae)
| Назва українською               | Назва латинською    | Категорія AERC | Статус виду в Польщі | Охорона виду в Польщі                           | Зображення |
| Родина: Сорокопудові (Laniidae) |                     |                |                      |                                                 |            |
| Сорокопуд рудохвостий           | Lanius isabellinus  | A              | З                    | під суворим захистом                            |            |
| Сорокопуд південний             | Lanius meridionalis | A              | З                    | під суворим захистом                            |            |
| Сорокопуд терновий              | Lanius collurio     | A              | П                    | під суворим захистом                            |            |
| Сорокопуд чорнолобий            | Lanius minor        | A              | З, ПМ                | під суворим захистом; вимагає активного захисту |            |
| Сорокопуд сірий                 | Lanius excubitor    | A              | П                    | під суворим захистом                            |            |
| Сорокопуд червоноголовий        | Lanius senator      | A              | З, ПМ                | під суворим захистом; вимагає активного захисту |            |

#### Родина:Воронові(Corvidae)
| Назва українською           | Назва латинською        | Категорія AERC | Статус виду в Польщі | Охорона виду в Польщі | Зображення |
| Родина: Воронові (Corvidae) |                         |                |                      |                       |            |
| Сойка                       | Garrulus glandarius     | A              | П                    | під суворим захистом  | ·          |
| Кукша                       | Perisoreus infaustus    | A              | З                    | під суворим захистом  |            |
| Сорока звичайна             | Pica pica               | A              | П                    | охороняються частково | ·          |
| Горіхівка                   | Nucifraga caryocatactes | A              | П                    | під суворим захистом  |            |
| Галка альпійська            | Pyrrhocorax graculus    | A              | З, dawniej ПМ        | під суворим захистом  |            |
| Галка                       | Corvus monedula         | A              | П                    | під суворим захистом  |            |
| Грак                        | Corvus frugilegus       | A              | П                    | під суворим захистом  |            |
| Ворона сіра                 | Corvus cornix           | A              | П                    | охороняються частково | ·          |
| Ворона чорна                | Corvus corone           | A              | З, РГ                | під суворим захистом  |            |
| Крук                        | Corvus corax            | A              | П                    | охороняються частково |            |

#### Родина:Шпакові(Sturnidae)
| Назва українською           | Назва латинською | Категорія AERC | Статус виду в Польщі | Охорона виду в Польщі | Зображення |
| Родина: Шпакові (Sturnidae) |                  |                |                      |                       |            |
| Шпак звичайний              | Sturnus vulgaris | A              | П                    | під суворим захистом  | ·          |
| Шпак рожевий                | Pastor roseus    | A              | З                    | під суворим захистом  |            |

#### Родина:Горобцеві(Passeridae)
| Назва українською              | Назва латинською       | Категорія AERC | Статус виду в Польщі | Охорона виду в Польщі | Зображення |
| Родина: Горобцеві (Passeridae) |                        |                |                      |                       |            |
| Горобець хатній                | Passer domesticus      | A              | П                    | під суворим захистом  |            |
| Горобець-польовий              | Passer montanus        | A              | П                    | під суворим захистом  |            |
| Скельний горобець              | Petronia petronia      | B              | ПД                   | під суворим захистом  |            |
| В'юрок сніговий                | Montifringilla nivalis | B              | ПД                   | під суворим захистом  |            |

#### Родина:Віреонові(Vireonidae)
| Назва українською              | Назва латинською | Категорія AERC | Статус виду в Польщі | Охорона виду в Польщі | Зображення |
| Родина: Віреонові (Vireonidae) |                  |                |                      |                       |            |
| Віреон червоноокий             | Vireo olivaceus  | A              | ЗР                   | під суворим захистом  |            |

#### Родина:В'юркові(Fringillidae)
| Назва українською               | Назва латинською              | Категорія AERC | Статус виду в Польщі | Охорона виду в Польщі | Зображення |
| Родина: В'юркові (Fringillidae) |                               |                |                      |                       |            |
| Зяблик                          | Fringilla coelebs             | A              | П                    | під суворим захистом  | ·          |
| В'юрок                          | Fringilla montifringilla      | A              | ПЗ                   | під суворим захистом  |            |
| Щедрик                          | Serinus serinus               | A              | П                    | під суворим захистом  |            |
| Чиж цитриновий                  | Carduelis citrinella          | A              | ЗР                   | під суворим захистом  |            |
| Зеленяк                         | Carduelis chloris             | A              | П                    | під суворим захистом  |            |
| Щиглик                          | Carduelis carduelis           | A              | П                    | під суворим захистом  |            |
| Чиж                             | Carduelis spinus              | A              | П                    | під суворим захистом  |            |
| Коноплянка                      | Carduelis cannabina           | A              | П                    | під суворим захистом  |            |
| Чечітка гірська                 | Carduelis flavirostris        | A              | ПЗ                   | під суворим захистом  |            |
| Чечітка звичайна                | Carduelis flammea             | A              | ПЗ, РГ               | під суворим захистом  |            |
| Чечітка біла                    | Carduelis hornemanni          | A              | З                    | під суворим захистом  |            |
| Шишкар білокрилий               | Loxia leucoptera              | A              | З                    | під суворим захистом  |            |
| Шишкар ялиновий                 | Loxia curvirostra             | A              | П                    | під суворим захистом  |            |
| Шишкар сосновий                 | Loxia pytyopsittacus          | A              | З, РГ                | під суворим захистом  |            |
| Чечевиця звичайна               | Carpodacus erythrinus         | A              | П                    | під суворим захистом  |            |
| Смеречник                       | Pinicola enucleator           | A              | З                    | під суворим захистом  |            |
| Снігур                          | Pyrrhula pyrrhula             | A              | П                    | під суворим захистом  |            |
| Костогриз                       | Coccothraustes coccothraustes | A              | П                    | під суворим захистом  |            |

#### Родина:Вівсянкові(Emberizidae)
| Назва українською                | Назва латинською          | Категорія AERC | Статус виду в Польщі | Охорона виду в Польщі | Зображення |
| Родина: Вівсянкові (Emberizidae) |                           |                |                      |                       |            |
| Юнко темноокий                   | Junco hyemalis            | A              | ЗР                   | під суворим захистом  |            |
| Вівсянка білоголова              | Emberiza leucocephalos    | A              | ЗР, РГ               | під суворим захистом  |            |
| Вівсянка звичайна                | Emberiza citrinella       | A              | П                    | під суворим захистом  | ·          |
| Вівсянка городня                 | Emberiza cirlus           | A              | З                    | під суворим захистом  |            |
| Вівсянка гірська                 | Emberiza cia              | A              | ЗР                   | під суворим захистом  |            |
| Вівсянка садова                  | Emberiza hortulana        | A              | П                    | під суворим захистом  |            |
| Вівсянка-ремез                   | Schoeniclus rusticus      | A              | З                    | під суворим захистом  |            |
| Вівсянка-крихітка                | Schoeniclus pusillus      | A              | З                    | під суворим захистом  |            |
| Вівсянка лучна                   | Schoeniclus aureolus      | A              | З                    | під суворим захистом  |            |
| Вівсянка очеретяна               | Schoeniclus schoeniclus   | A              | П                    | під суворим захистом  |            |
| Вівсянка чорноголова             | Granativora melanocephala | A              | ЗР                   | під суворим захистом  |            |
| Просянка                         | Emberiza calandra         | A              | П                    | під суворим захистом  |            |

#### Родина:Подорожникові(Calcariidae)
| Назва українською                   | Назва латинською      | Категорія AERC | Статус виду в Польщі | Охорона виду в Польщі | Зображення |
| Родина: Подорожникові (Calcariidae) |                       |                |                      |                       |            |
| Подорожник лапландський             | Calcarius lapponicus  | A              | ПЗ                   | під суворим захистом  |            |
| Пуночка                             | Plectrophenax nivalis | A              | ПЗ                   | під суворим захистом  |            |

### Ряд:Рябкові(Pteroclidiformes)

#### Родина:Рябкові(Pteroclididae)
| Назва українською               | Назва латинською     | Категорія AERC | Статус виду в Польщі | Охорона виду в Польщі | Зображення |
| Родина: Рябкові (Pteroclididae) |                      |                |                      |                       |            |
| Саджа звичайна                  | Syrrhaptes paradoxus | A              | З                    | під суворим захистом  |            |

### Ряд:Дрохвоподібні(Otidiformes)

#### Родина:Дрохвові(Otididae)
| Назва українською           | Назва латинською       | Категорія AERC | Статус виду в Польщі | Охорона виду в Польщі                           | Зображення |
| Родина: Дрохвові (Otididae) |                        |                |                      |                                                 |            |
| Хохітва                     | Tetrax tetrax          | A              | З, ПД                | під суворим захистом                            |            |
| Дрохва-джек                 | Chlamydotis macqueenii | A              | З                    | під суворим захистом                            |            |
| Дрохва                      | Otis tarda             | A              | ПД, obecnie З        | під суворим захистом; вимагає активного захисту |            |

### Ряд:Дрімлюгоподібні(Caprimulgiformes)

#### Родина:Дрімлюгові(Caprimulgidae)
| Назва українською                  | Назва латинською      | Категорія AERC | Статус виду в Польщі | Охорона виду в Польщі | Зображення |
| Родина: Дрімлюгові (Caprimulgidae) |                       |                |                      |                       |            |
| Дрімлюга                           | Caprimulgus europaeus | A              | П                    | під суворим захистом  |            |

### Ряд:Серпокрильцеподібні(Apodiformes)

#### Родина:Серпокрильцеві(Apodidae)
| Назва українською                 | Назва латинською   | Категорія AERC | Статус виду в Польщі | Охорона виду в Польщі | Зображення |
| Родина: Серпокрильцеві (Apodidae) |                    |                |                      |                       |            |
| Серпокрилець чорний               | Apus apus          | A              | П                    | під суворим захистом  |            |
| Серпокрилець білочеревий          | Tachymarptis melba | A              | З                    | під суворим захистом  |            |

### Ряд:Яструбоподібні(Accipitriformes)

#### Родина:Яструбові(Accipitridae)
| Назва українською                | Назва латинською       | Категорія AERC | Статус виду в Польщі | Охорона виду в Польщі                           | Зображення |
| Родина: Яструбові (Accipitridae) |                        |                |                      |                                                 |            |
| Осоїд                            | Pernis apivorus        | A              | П                    | під суворим захистом                            |            |
| Шуліка чорноплечий               | Elanus caeruleus       | A              | ЗР                   | під суворим захистом                            |            |
| Шуліка чорний                    | Milvus migrans         | A              | П                    | під суворим захистом                            |            |
| Шуліка рудий                     | Milvus milvus          | A              | П                    | під суворим захистом                            |            |
| Орлан-довгохвіст                 | Haliaeetus leucoryphus | B              | ПД wyjątkowo         | під суворим захистом                            |            |
| Орлан-білохвіст                  | Haliaeetus albicilla   | A              | П                    | під суворим захистом                            |            |
| Ягнятник                         | Gypaetus barbatus      | B              | ПД wyjątkowo         | під суворим захистом                            |            |
| Стерв'ятник                      | Neophron percnopterus  | A              | З                    | під суворим захистом                            |            |
| Сип білоголовий                  | Gyps fulvus            | A              | З                    | під суворим захистом                            |            |
| Гриф чорний                      | Aegypius monachus      | A              | З                    | під суворим захистом                            |            |
| Змієїд                           | Circaetus gallicus     | A              | ПМ                   | під суворим захистом; вимагає активного захисту |            |
| Лунь очеретяний                  | Circus aeruginosus     | A              | П                    | під суворим захистом; вимагає активного захисту |            |
| Лунь польовий                    | Circus cyaneus         | A              | П                    | під суворим захистом; вимагає активного захисту |            |
| Лунь степовий                    | Circus macrourus       | A              | З                    | під суворим захистом                            |            |
| Лунь лучний                      | Circus pygargus        | A              | П                    | під суворим захистом; вимагає активного захисту |            |
| Яструб великий                   | Accipiter gentilis     | A              | П                    | під суворим захистом                            |            |
| Яструб малий                     | Accipiter nisus        | A              | П                    | під суворим захистом                            |            |
| Яструб коротконогий              | Accipiter brevipes     | A              | ЗР                   | під суворим захистом                            |            |
| Канюк звичайний                  | Buteo buteo            | A              | П                    | під суворим захистом                            | ·          |
| Канюк степовий                   | Buteo rufinus          | A              | З                    | під суворим захистом                            |            |
| Зимняк                           | Buteo lagopus          | A              | ПЗ                   | під суворим захистом                            |            |
| Підорлик малий                   | Aquila pomarina        | A              | П                    | під суворим захистом                            |            |
| Підорлик великий                 | Aquila clanga          | A              | ПМ                   | під суворим захистом; вимагає активного захисту |            |
| Орел степовий                    | Aquila nipalensis      | A              | З                    | під суворим захистом                            |            |
| Орел-могильник                   | Aquila heliaca         | A              | З                    | під суворим захистом                            |            |
| Беркут                           | Aquila chrysaetos      | A              | ПМ                   | під суворим захистом; вимагає активного захисту |            |
| Орел-карлик                      | Aquila pennata         | A              | З, ПМ                | під суворим захистом; вимагає активного захисту |            |

#### Родина:Скопові(Pandionidae)
| Назва українською             | Назва латинською  | Категорія AERC | Статус виду в Польщі | Охорона виду в Польщі                           | Зображення |
| Родина: Скопові (Pandionidae) |                   |                |                      |                                                 |            |
| Скопа                         | Pandion haliaetus | A              | П                    | під суворим захистом; вимагає активного захисту | ·          |

### Ряд:Bucerotiformes

#### Родина:Одудові(Upupidae)
| Назва українською          | Назва латинською | Категорія AERC | Статус виду в Польщі | Охорона виду в Польщі                           | Зображення |
| Родина: Одудові (Upupidae) |                  |                |                      |                                                 |            |
| Одуд                       | Upupa epops      | A              | П                    | під суворим захистом; вимагає активного захисту |            |